# منتخب الجبل الأسود لكرة السلة
منتخب الجبل الأسود لكرة السلة هو ممثل الجبل الأسود الرسمي في المنافسات الدولية في كرة السلة. ينتمي إلى منطقة الاتحاد الأوروبي لكرة السلة. انضم إلى الاتحاد الدولي لكرة السلة في عام 2006.

## البطولات التي شارك فيها
- بطولة أمم أوروبا لكرة السلة